# اشتاینباخ (تانوس)
شهر اشتاینباخ (به آلمانی: Steinbach) در ایالت هسن در کشور آلمان واقع شده‌است.